# Théophile Coupier
Pour les articles homonymes, voir Coupier.
Lucien-Marie-Théophile Coupier , né le 10 août 1820 à Forcalquier (Basses-Alpes) et mort le 8 août 1872 à Paris 7e à la suite d'une opération chirurgicale, est un médecin, haut fonctionnaire et poète français.
Il étudie la Médecine à Montpellier puis à Paris et y passe sa  thèse sur les maladies du cœur en  février 1848.   S’intéressant à Paris à la poésie, aux arts, à la philosophie et la politique, il se trouve propulsé à 27 ans, Sous Commissaire de la République à Sisteron, début d'une carrière préfectorale qui s'achèvera à la chute du Second Empire
Le Docteur Coupier, Sous Préfet du Vigan (Gard), y épouse le 15 avril 1855  Amélie de Sébastiane (ou Sébastiani) (née en 1834 à Montpellier et décédée à Toulon en 1865).
Dans sa propriété de Bez et Esparon, il expérimente et propose un traitement contre la Pèbrine, maladie du ver à soie qui décime les élevages séricicoles.
Sous-préfet de Toulon lors de l'épidémie de choléra qui affecte très gravement la région (1865), son action exemplaire est remarquée.
Ses poèmes de jeunesse et son portrait ont été publiés en 1883 dans les Souvenirs d'un directeur des Beaux Arts de son ami Charles-Philippe de Chennevières-Pointel.

## Fonctions
- Sous Commissaire de la République à Sisteron (22 mars 1848), confirmé Sous-préfet de l’arrondissement de Sisteron à Sisteron (Basses-Alpes),  le 23 juillet 1848[3].
- Sous-préfet de l’arrondissement de Boussac à Boussac (Creuse), nommé le 17 janvier 1850[3].
- Sous-préfet de l’arrondissement d'Aubusson à Aubusson (Creuse), nommé le 12 septembre 1851.
- Sous-préfet de l’arrondissement du Vigan au Vigan (Gard), nommé le 14 mars 1854.
- Sous-préfet de l’arrondissement de Carpentras à Carpentras (Vaucluse), nommé le 24 mars 1862.
- Sous-préfet de l’arrondissement de Toulon à Toulon (Var), nommé le 1er juillet 1864.
- Préfet de la Lozère à Mende, nommé le 4 août 1869.
- Préfet des Pyrénées-Orientales à Perpignan, nommé le 31 janvier 1870. Il est le dernier préfet du Second Empire dans ce département. Il est remplacé à ce poste le 5 septembre 1870 par Pierre Lefranc.

## Distinctions
- Chevalier de la Légion d'honneur (le 14 août 1862)[réf. souhaitée]
- Officier de la Légion d'honneur (le 10 janvier 1866)

Décoré en 1866 pour son « courage contre l'épidémie de choléra ».